# Jamelão
José Bispo Clementino dos Santos, känd som Jamelão, född 12 maj 1913 i Rio de Janeiro, död 14 juni 2008 i Rio de Janeiro, var en brasiliansk sambasångare .  Han var officiell sångare för sambaskolan Mangueira under karnevalsparaden och har turnerat som solartist i Europa. 

## Diskografi[5]
- Por Força Do Hábito (2000)
- Minhas Andanças (1994)
- Recantando Mágoas - Lupi, A Dor E Eu (1987)
- Mangueira, A Super Campeã (1984)
- Jamelão (1980)
- Folha Morta (1977)
- Jamelão (1975)
- Samba-Enredo – Sucessos Antológicos (1975)
- Jamelão (1974)
- Os Melhores Sambas Enredos (1974)
- Jamelão (1973)
- Jamelão Interpreta Lupicínio Rodrigues (1972)
- Jamelão (1970)
- Cuidado Moço (1969)
- Sambas Para Todo Gosto (1963)
- Jamelão Canta Para Enamorados (1962)
- Jamelão E Os Sambas Mais (1961)
- Desfile De Campeãs – Jameão E Escolas De Samba (1960)
- O Samba É Bom Assim – A Boite E O Morro Na Voz De Jamelão (1959)
- O Samba Em Noite De Gala (1958)
- Escolas De Samba (1958)
- Volta À Gafeir (2000)
- Ela Disse–Me Assim (1968)
- A Voz Do Samba (1997)